# Joan Anton Escalona
Joan Anton Escalona   (segle XVIII - segle XIX) fou un organista català.
Després de superar unes dures oposicions, fou escollit organista de la Catedral de Lleida el 29 de setembre de 1786. Anteriorment, ocupà el mateix càrrec a la Catedral de Barbastre.
Joan Prenafeta fou mestre de capella de la Catedral de Lleida des del 1781 fins al 1793, quan deixà la feina per problemes de salut. No obstant això, Prenafeta formà part del jurat a les oposicions que es van convocar el mateix 1793 per trobar un nou ocupant al càrrec juntament amb Joan Anton Escalona, Geroni Gaspar i Anton Sambola.
Escalona renuncià al càrrec a la Catedral de Lleida el 1806, quan va ocupar la mateixa plaça a la Catedral de Palència. Fou Joan Ariet l'escollit, a través d'unes oposicions, l'encarregat de succeir-lo en el càrrec el 23 de setembre de 1806.